# Distribution informatique
Cet article traite de la terminologie en langue française de la distribution informatique.

## Principales activités
Un constructeur informatique est une entreprise dont l'activité est la fabrication ou la représentation exclusive du manufacturier. Elle commercialise ses produits auprès des clients finaux (entreprises ou particulier), par l'intermédiaire d'une force de vente directe ou grâce à un réseau de distribution.
Un consultant informatique est une personne ou une entreprise spécialisée dans l'étude et le conseil aux entreprises pour la mise en place ou le suivi de mise en place d'infrastructures ou de process liés à l'informatique ou les télécoms et n'ayant pas une vocation à la revente.
Un grand assembleur informatique est une entreprise dont l'activité est l'assemblage de systèmes en grand volume pour le compte de revendeurs ou de groupes de grande distribution. Elle ne commercialise pas directement les produits auprès des clients finaux.
Un éditeur de logiciel est une entreprise qui assure la conception, le développement et la commercialisation de progiciels.
- Un éditeur de logiciel spécifique à un métier est une entreprise éditant un logiciel dont l'utilisation est dédiée à une profession ou un secteur particulier.
- Un éditeur de logiciel spécifique à un process de l'entreprise est une entreprise éditant un logiciel dont l'utilisation est liée à un process particulier de l'entreprise, sans que celui-ci soit spécifique à un secteur économique.

Un grossiste informatique est un grossiste dans le domaine informatique : société de distribution spécialisée dans l'achat et la revente de produits informatiques, télécoms et bureautiques (télécopieurs, imprimantes, copieurs), uniquement à destination des autres professionnels du secteur informatique, télécoms et bureautique.
Un intégrateur de solutions logicielles est une société de services en ingénierie informatique (SSII) spécialisée dans l'étude et le déploiement au sein d'entreprise utilisatrice de solutions logicielles qui ont été développés par un éditeur tiers.
Un intégrateur d'infrastructure informatique est une société de services en ingénierie informatique (SSII) prenant en charge tout ou partie de l'intégration des matériels et de logiciels destinés aux traitements informatiques d'une entreprise.
Un intégrateur d'infrastructure télécoms & réseaux est une société de services en ingénierie informatique (SSII) prenant en charge tout ou partie de l'intégration des matériels et de logiciels pour la mise en place de systèmes télécommunication et réseaux au sein d'une entreprise.
Une société de Services télécoms est une société spécialisée dans la sous-traitance ou l'exécution de services externalisés liés aux télécoms (opérateurs, FAI…)

## Terminologie marketing
La distribution informatique utilise de nombreux termes de la langue anglaise.
Un produit bulk est un produit « nu », c'est-à-dire vendu sans boîte, sans logiciel, sans notice. Contrairement aux produits « OEM », les produits « bulk » peuvent être achetés par les particuliers.
Une offre bundle est une offre groupée de deux produits habituellement vendus séparément ; par exemple, une imprimante vendue avec un ordinateur, on dit qu'elle est vendue en bundle.
Ne pas confondre avec une vente OEM qui intègre un produit ou une référence n'existant pas sur le marché de façon indépendante.
Un matériel retail, également version boîte, est un matériel informatique vendu aux particuliers dans son packaging original, avec accessoires d'origine, manuel(s), logiciel(s), pilote(s)). C'est le contraire de la version « bulk ». Nota : le retail est l'ensemble des activités de distribution vers le grand public, qui comprend entre autres la grande distribution, la distribution spécialisée et le commerce en ligne.

## Acronymes
ASP est l'acronyme  de l'expression anglaise Application Service Provider, traduit officiellement en français par fournisseur de services d'applications : « Prestataire qui offre à plusieurs clients la possibilité d’utiliser la même application informatique à travers un réseau de télécommunication afin d’en répartir le coût. ».
FAI est l'acronyme de Fournisseur d'accès à Internet, en anglais Internet Service Provider (ISP).
ISV est l'acronyme de l'expression anglaise Independent Software Vendor que l'on peut traduire littéralement par « Distributeur de logiciel indépendant » et que l'on traduit par éditeur de logiciel.
NFR est l'acronyme de l'expression anglaise Not For Resale qui désigne un échantillon (de logiciel) utilisé à fins de démonstrations et ne pouvant être revendu.
OEM est l'acronyme de l'expression anglaise Original Equipment Manufacturer qui désigne un matériel informatique ou des logiciels vendus aux constructeurs informatiques ou aux assembleurs d'ordinateurs. N'étant pas prévu pour être vendu à l'unité, il est généralement dépourvu de boîte et de manuel d'utilisation, voire de pilote.
VAD est l'acronyme de l'expression anglaise Value Added Distributor que l'on peut traduire par « grossiste à valeur ajoutée ».
VAR est l'acronyme de l'expression anglaise VAR (Value-added Reseller) que l'on peut traduire par « revendeur à valeur ajoutée ».

## Pour approfondir